# 演头站
演头站是一个横南线上的铁路车站，位于福建省建阳市演头，建于1996年，目前为四等站，邮政编码为354216。目前不办理客、货运营业。